# Нарапавара
Нарапавара (Нарапоара, Нарапара) (*д/н — 1737) — 37-й володар М'яу-У в 1735—1737 роках.

## Життєпис
Найменш відомий навіть серед інших подібних монархів свого періоду. 1735 року повалив Нарадіпаті II, заснувавши власну династію. Відомі його монети, карбовані за зразком XVI ст. У вересні 1737 року повалений власним братом У Ну, що прийняв тронне ім'я Сандавізая II.